# إنتاج الأرز في بنغلاديش

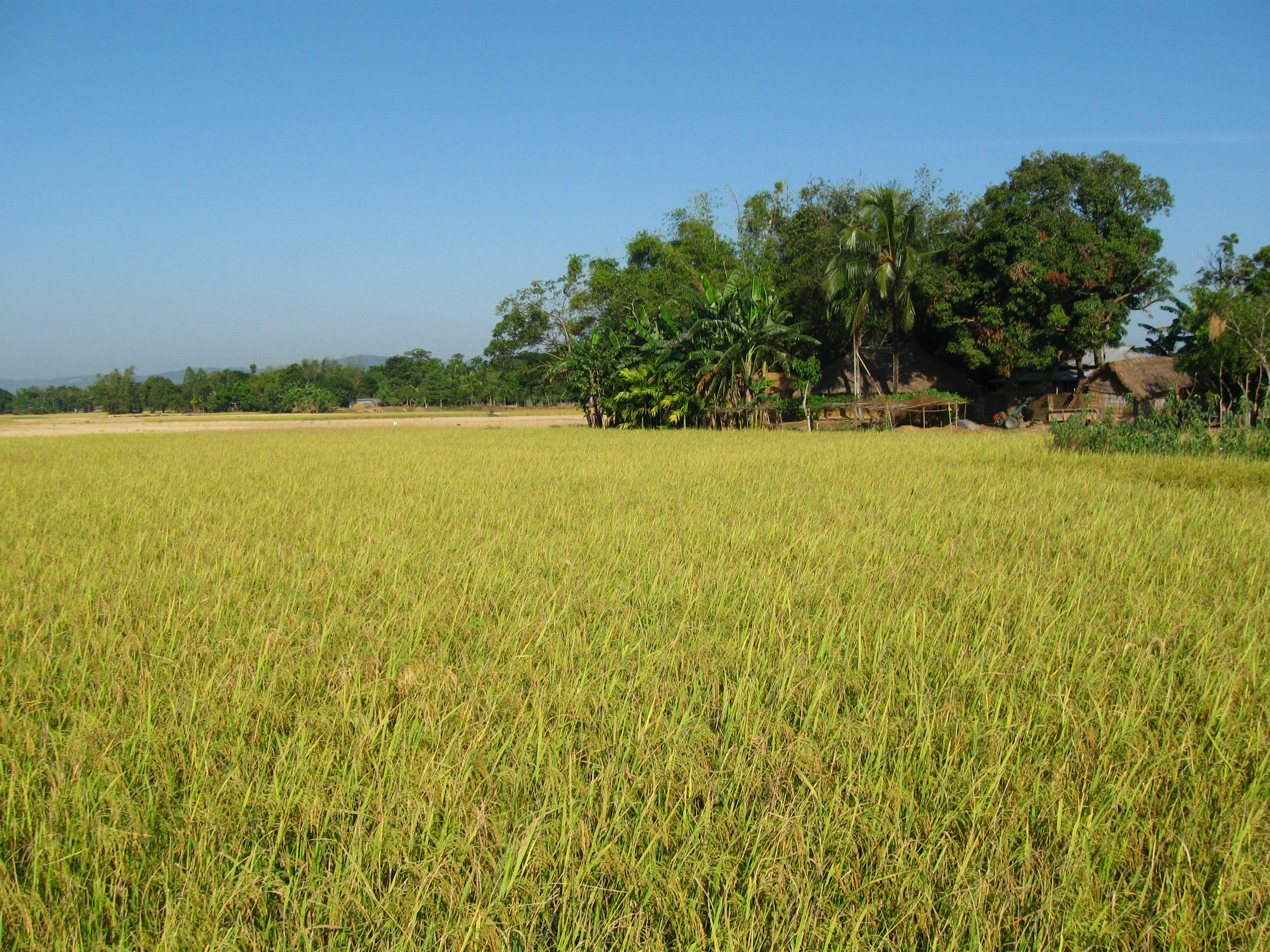
حقل أرز في بنغلاديش

يعد إنتاج الأرز في بنغلاديش جزءًا بالغ الأهمية من الاقتصاد الوطني حيث أن المحصول الغذائي السائد في بنغلاديش هو الأرز، وهو يمثل حوالي 75 في المائة من استخدام الأراضي الزراعية (و 28 في المائة من الناتج المحلي الإجمالي). زاد إنتاج الأرز كل عام في الثمانينيات (حتى عام 1987) باستثناء السنة المالية 1981، لكن الزيادات السنوية كانت متواضعة بشكل عام، بالكاد تواكب إستهلاك السكان. تجاوز إنتاج الأرز 15 مليون طن لأول مرة في السنة المالية 1986. في منتصف الثمانينيات، كانت بنجلاديش رابع أكبر منتج للأرز في العالم، ولكن إنتاجيتها كانت منخفضة مقارنة بالدول الآسيوية الأخرى، مثل ماليزيا وإندونيسيا. وهي حاليًا سادس أكبر منتج في العالم. زادت أصناف البذور عالية الإنتاجية في بنغلاديش، وكذلك استخدام الأسمدة، على الرغم من أن هذه المدخلات ترفع أيضًا تكلفة الإنتاج وتفيد بشكل رئيسي المزارعين الكبار.
تختلف زراعة الأرز في بنغلاديش باختلاف التغيرات الموسمية في إمدادات المياه. أكبر محصول يسمى «أمان»، ويُحصد في نوفمبر وديسمبر ويمثل أكثر من نصف الإنتاج السنوي. بعض أنواع أرز أمان تُبذر في الربيع من خلال طريقة البذر السطحي، وينضج خلال أمطار الصيف، ويتم حصاده في الخريف. تنطوي طريقة بداية زراعة الأرز عن طريق بذر الحبات في أسرة خاصة وزرعها خلال الرياح الموسمية الصيفية. الحصاد الثاني هو «أوس»، يشمل هذا الأرز السلالات التقليدية وبعض الأصناف عالية الإنتاج. يزرع الأرز لموسم الحصاد هذا في مارس أو أبريل، حيث يستفيد من أمطار أبريل ومايو، وينضج خلال أمطار الصيف، ويتم حصاده خلال الصيف. مع الاستخدام المتزايد للري، كان هناك تركيز متزايد على موسم آخر لزراعة الأرز يمتد خلال موسم الجفاف من أكتوبر إلى مارس.